# 지리 동호인
지리덕후는 지리에 대해 관심과 열정이 많고 박학다식한 사람들을 일컫는 단어이다. 지리에 대해서 좋아하는 사람들이 여기에 해당되며 지리덕후라는 사람들이 다음이나 네이버와 같은 포털 사이트들에서 카페를 만들어 활동하기도 한다.

## 지리덕후의 분류
지리덕후의 분류에는 다음과 같은 분류가 있다.

### 사진 및 촬영
지리에 관한 사진과 동영상을 주로 촬영하는 사람들이다.

### 지리학 전공
지리에 관련된 학문인 지리학을 전공한 사람들을 일컫는 단어이다. 지리학자가 여기에 해당된다.

### 인터넷 검색
지리에 대한 인터넷 검색을 많이하며 그것에 대한 정보를 많이 습득하는 사람들이다.

### 지리 여행
해당 지역이나 그외 자신이 살던 조국 외에 다른 국가인 외국에 대한 지리도 직접 탐색하고 여행하는 사람들이다.

## 같이 보기
- 지리학
- 지리학자